# مسجد یاووز سلطان سلیم
مسجد یاووز سلطان سلیم (به آلمانی: Yavuz-Sultan-Selim-Moschee)، (به ترکی استانبولی: Yavuz Sultan Selim Camii Mannheim) مسجدی در مانهایم آلمان و به نام سلیم یکم نامگذاری شده‌است. ساخت بنا از سال ۱۹۹۳ تا ۱۹۹۵ ادامه داشته‌است. مسجد یاووز سلطان سلیم یکی از بزرگ‌ترین مساجد آلمان می‌باشد که در مراسم نمازجمعه گنجایش بیش از ۳،۳۰۰ نفر را داراست.